# Zduchy
Zduchy – część wsi Suchawa w Polsce położona w województwie lubelskim, w powiecie włodawskim, w gminie Wyryki.
W latach 1975–1998 Zduchy położone były w województwie chełmskim.